# Arborophila davidi
Arborophila davidi е вид птица от семейство Phasianidae. Видът е почти застрашен от изчезване.

## Разпространение
Видът е разпространен във Виетнам и Камбоджа.